# Eucalyptus debeuzevillei
Eucalyptus debeuzevillei är en myrtenväxtart som beskrevs av Joseph Henry Maiden. Eucalyptus debeuzevillei ingår i släktet Eucalyptus och familjen myrtenväxter. Inga underarter finns listade i Catalogue of Life.